# Экеспарре
Экеспарре (нем. von Ekesparre) — дворянский род.

## Происхождение и история рода
Капитан аритллерии Карл-Иоганн Экк (Carl Johann Eck) (1683—1761) 20.12.1719 возведён в дворянское достоинство Королевства Швеции с фамилией Ekesparre. Род внесён в матрикул Рыцарского Дома Королевства Швеции в 1720 г. в число родов дворянских под № 1705. В Прибалтике род внесён в рыцарские матрикулы: Эзеля в 1741 г., Лифляндии в 1797 г. и Эстляндии в 1911 г.
- Экеспарре, Фёдор Карлович (1763 — после 1799) — генерал-майор, могилевский комендант.
- Экеспарре, Оскар Рейнгольдович (21.07.1839 — 1925) — главный инженер, директор (с 1871 г.) Харьково-Николаевской железной дороги, эзельский предводитель дворянства, действительный статский советник, гофмейстер двора, член Государственного совета.

## Описание герба
В пересечённом щите в верхнем голубом поле золотое стропило. В нижнем серебряном rюле вырванный с корнем дуб натуральноrо цвета.
Щит увенчан дворянским шлемом с бурелетом: голубой с серебром, в середине зелёный. Нашлемник — две руки в серебряных латах, держащие серебряное ядро. Намет пересечён на голубой с золотом и зелёный с серебром.